# 경상남도경찰청

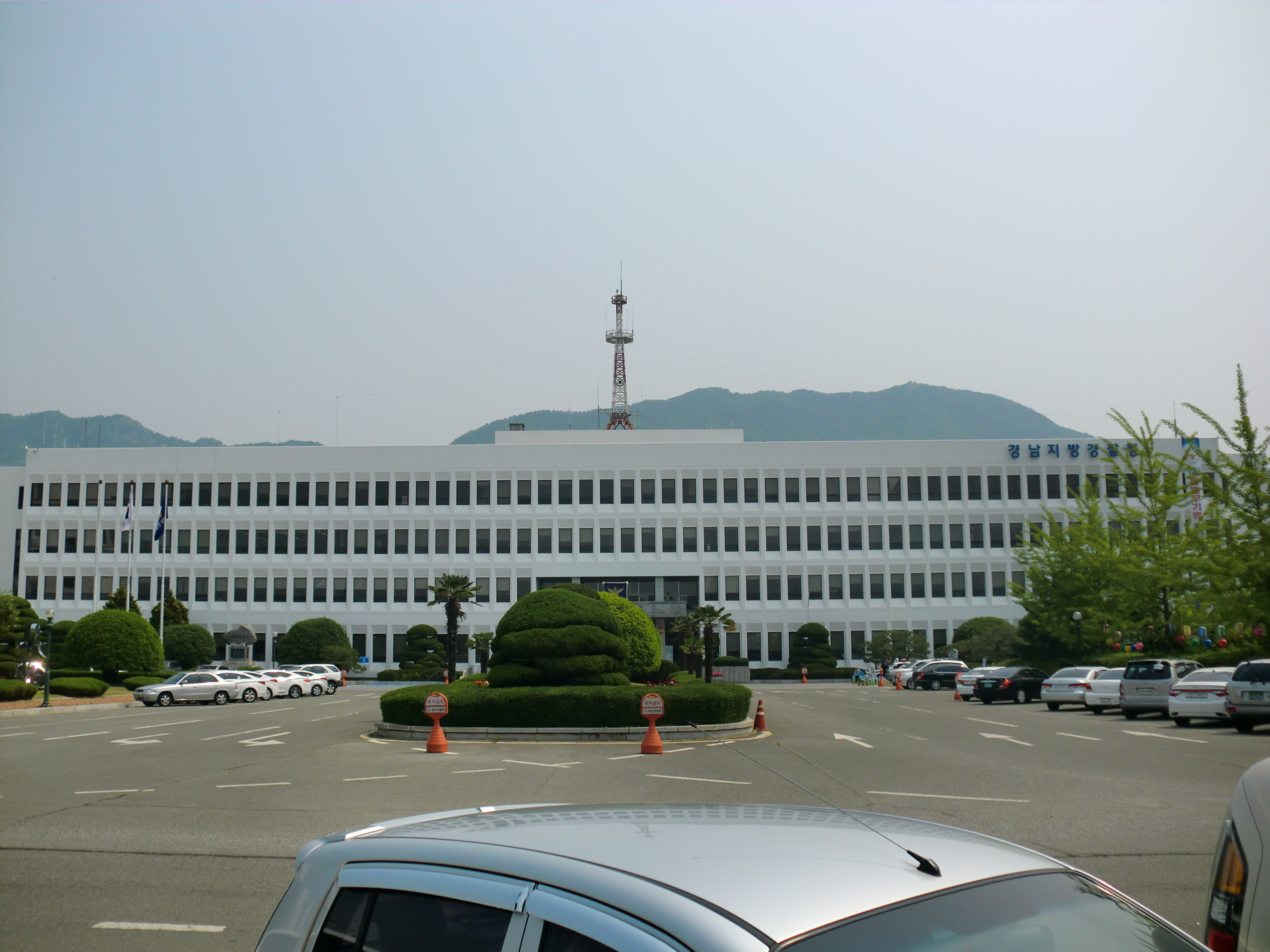
경남경찰청 청사

경상남도경찰청(慶尙南道警察廳, Gyeongnam Provincial Police Agency)은 경상남도의 치안에 관한 사무를 관장하는 기관이다. 청장은 치안감으로 보한다.

## 역사
- 1945년 10월 경상남도경찰부의 발족
- 1948년 10월 경상남도의 산하 경상남도경찰국으로 개칭
- 1983년 7월 부산광역시에서 창원시로 신축 청사이전
- 1991년 8월 경상남도경찰국과 경상남도지방경찰청 변경
- 2021년 1월 1일 자치경찰제 도입에 따라 경상남도경찰청으로 변경

### 역대 청장
| 대수 | 이름   | 임기                                |
| ---- | ------ | ----------------------------------- |
| 1대  | 박수영 | 1991년 8월 1일 ~ 1992년 4월 9일     |
| 2대  | 김화남 | 1992년 4월 10일 ~ 1993년 3월 15일   |
| 3대  | 정진규 | 1993년 3월 16일 ~ 1993년 9월 29일   |
| 4대  | 조성빈 | 1993년 9월 24일 ~ 1994년 6월 11일   |
| 5대  | 유상식 | 1994년 6월 2일 ~ 1994년 12월 27일   |
| 6대  | 정해수 | 1994년 12월 28일 ~ 1995년 12월 1일  |
| 7대  | 김금도 | 1995년 12월 12일 ~ 1996년 12월 26일 |
| 8대  | 김종우 | 1996년 12월 27일 ~ 1998년 3월 13일  |
| 9대  | 전병룡 | 1998년 3월 14일 ~ 1999년 1월 27일   |
| 10대 | 이도조 | 1999년 1월 28일 ~ 1999년 11월 19일  |
| 11대 | 이대길 | 1999년 11월 20일 ~ 2000년 12월 5일  |
| 12대 | 성락식 | 2000년 12월 6일 ~ 2001년 11월 12일  |
| 13대 | 민승기 | 2001년 11월 16일 ~ 2003년 3월 28일  |
| 14대 | 이택순 | 2003년 3월 29일 ~ 2004년 8월 27일   |
| 15대 | 어청수 | 2004년 8월 28일 ~ 2005년 1월 24일   |
| 16대 | 박영진 | 2005년 1월 25일 ~ 2006년 2월 2일    |
| 17대 | 김상환 | 2006년 2월 21일 ~ 2006년 12월 3일   |
| 18대 | 김도식 | 2006년 12월 4일 ~ 2008년 3월 6일    |
| 19대 | 김중확 | 2008년 3월 6일 ~ 2009년 3월 12일    |
| 20대 | 이운우 | 2009년 3월 12일 ~ 2009년 8월 14일   |
| 21대 | 조만기 | 2009년 8월 14일 ~ 2010년 11월 15일  |
| 22대 | 김인택 | 2010년 12월 7일 ~ 2011년 11월 25일  |
| 23대 | 황성찬 | 2011년 11월 28일 ~ 2012년 10월 31일 |
| 24대 | 김종양 | 2012년 11월 1일 ~ 2013년 12월 23일  |
| 25대 | 이철성 | 2013년 12월 24일 ~ 2014년 8월 31일  |
| 26대 | 백승엽 | 2014년 9월 1일 ~ 2015년 12월 27일   |
| 26대 | 조현배 | 2015년 12월 28일 ~ 2016년 11월 30일 |
| 27대 | 박진우 | 2016년 12월 1일 ~ 2017년 7월 28일   |
| 28대 | 원경환 | 2017년 7월 29일 ~ 2017년 12월 12일  |
| 29대 | 이용표 | 2017년 12월 13일 ~ 2018년 11월 30일 |
| 30대 | 김창룡 | 2018년 12월 1일 ~ 2019년 7월 3일    |
| 31대 | 진정무 | 2019년 7월 4일 ~ 2020년 8월 4일     |
| 32대 | 남구준 | 2020년 8월 5일 ~ 2021년 3월 7일     |
| 33대 | 이문수 | 2021년 3월 8일 ~ 2021년 12월 16일   |
| 34대 | 이상률 | 2021년 12월 17일 ~ 2022년 6월 21일  |
| 35대 | 김병수 | 2022년 6월 22일 ~ 2023년 10월 29일  |
| 36대 | 김병우 | 2023년 10월 30일 ~ 2024년 8월 16일  |
| 37대 | 김성희 | 2024년 8월 16일 ~                   |

## 조직
청장
- 청문감사담당관
- 홍보담당관
- 직할대

| - 경무과 - 경무계 - 기획예산계 - 경리계 - 인사계 - 교육계 - 시설계 - 정보화장비과 - 정보화장비기획계 - 정보통신운영계 - 장비관리계 - 정보과 - 정보1·2·3·4계 - 보안과 - 보안1계 - 보안2계 - 보안수사1대 - 보안수사2대 - 외사과 - 외사기획계 - 외사정보계 - 국제범죄수사대 |

| - 112종합상황실 - 생활안전과 - 생활안전계 - 생활질서계 - 여성청소년과 - 여성보호계 - 아동청소년계 - 여성청소년수사계 - 수사과 - 수사1계 - 수사심의계 - 수사2계 - 사이버수사대 - 지능범죄수사대 - 디지털포랜식계 - 형사과 - 강력계 - 과학수사계 - 마약수사대 - 광역수사대 - 경비교통과 - 경비계 - 경호계 - 대테러의경계 - 항공대 - 교통안전계 - 교통계 - 교통조사계 - 고속도로순찰대 |

## 관할 경찰관서
- 창원중부경찰서 - 경상남도 창원시 의창구 북16로 125
- 창원서부경찰서 - 경상남도 창원시 의창구 우곡로 273
- 마산중부경찰서 - 경상남도 창원시 마산합포구 3.15의거길 505
- 마산동부경찰서 - 경상남도 창원시 마산회원구 동부경찰서길 146
- 진해경찰서 - 경상남도 창원시 진해구 진희로 211
- 진주경찰서 - 경상남도 진주시 우정길 5
- 김해중부경찰서 - 경상남도 김해시 김해대로 2307
- 김해서부경찰서 - 경상남도 김해시 계동로 175
- 양산경찰서 - 경상남도 양산시 물금읍 신주4길 8
- 통영경찰서 - 경상남도 통영시 광도면 죽림3길 31
- 사천경찰서 - 경상남도 사천시 동금1길 20
- 거제경찰서 - 경상남도 거제시 진목3길 2
- 밀양경찰서 - 경상남도 밀양시 상남면 밀양대로 1545
- 거창경찰서 - 경상남도 거창군 거창읍 중앙로 97
- 합천경찰서 - 경상남도 합천군 합천읍 황강체육공원로 67
- 창녕경찰서 - 경상남도 창녕군 창녕읍 종로 38-6
- 고성경찰서 - 경상남도 고성군 고성읍 중앙로 113
- 하동경찰서 - 경상남도 하동군 하동읍 경서대로 139
- 남해경찰서 - 경상남도 남해군 남해읍 화전로 89
- 산청경찰서 - 경상남도 산청군 산청읍 중앙로 1
- 함안경찰서 - 경상남도 함안군 가야읍 가야로 85
- 의령경찰서 - 경상남도 의령군 의령읍 충익로 53
- 함양경찰서 - 경상남도 함양군 함양읍 학사루길 12

## 기동대
- 1기동대
- 2기동대
- 3기동대
- 4기동대
- 기동3중대